# سيباستيان ستريتر ماربل
سيباستيان ستريتر ماربل هو محامي وسياسي أمريكي، ولد في 1 مارس 1817 في ديكسفيلد في الولايات المتحدة، وتوفي في 10 مايو 1902 في Waldoboro, Maine ‏ في الولايات المتحدة. نشط حزبياً في الحزب الجمهوري. وقد انتخب عضو مجلس ولاية مين ‏ وانتخب حاكم مين ‏ (15 ديسمبر 1887 – 2 يناير 1889).